# Freiform-Deformation
Die Freiform-Deformation (kurz: FFD, engl.: Free Form Deformation) ist ein Verfahren in der Computergrafik, um die Form eines Objekts in einer 2D- oder 3D-Grafik zu verändern. Sie wurde 1986 von T. Sederberg und S. Parry entwickelt. Bei dem Verfahren wird nicht das Objekt, sondern eine das Objekt umgebende Box verformt. Somit ist FFD ein rein geometrisches Verfahren, welches auf jedes endliche Objekt mit beliebiger Form angewandt werden kann.

## Funktionsweise

Beispiel der Freiform-Deformation an einem zweidimensionalen Objekt mit vier Deformationspunkten

Die das Objekt umgebende Box hat endlich viele regelmäßige Deformationspunkte, deren Koordinaten die Position und Form der Box definieren. Durch Ändern der Koordinaten eines Punktes wird die Box umgeformt. Die Box selbst liegt somit in einem Koordinatensystem.
Das Objekt hat direkt mit dem Koordinatensystem nichts zu tun, sondern die Box agiert für das Objekt als ein solches. Da die Box eine regelmäßige Form hat (was für das Objekt nicht garantiert ist), ist die Berechnung der Deformation des Objekts im Vergleich zur Berechnung einer Deformation direkt am Objekt weniger aufwendig.
Die Möglichkeiten zur Umformung eines Objekts hängt von der Anzahl der definierten Deformationspunkte ab. Die Komplexität und die Umformungsschritte, die zum Zielobjekt nötig sind, wachsen mit der Anzahl der Deformationspunkte.
FFD wird meist in Videofiltern oder Bildbearbeitungsprogrammen für einfache Aufgaben wie Bildverzerrung verwendet (siehe DirectShow-Dekoder ffdshow).